# تيريزا لوك
تيريزا لوك هي مجدفة كندية، ولدت في 20 فبراير 1967 في فانكوفر في كندا.

## وصلات خارجية
- تيريزا لوك على موقع الاتحاد الدولي للتجديف (الإنجليزية)
- تيريزا لوك على موقع اللجنة الأولمبية الدولية (الإنجليزية)
- تيريزا لوك على موقع أوليمبيديا (الإنجليزية)
- تيريزا لوك على موقع اللجنة الأولمبية الكندية (الإنجليزية)